# Manuel Pulgar-Vidal
Manuel Gerardo Pedro Pulgar-Vidal Otálora (Lima, 1962) es un abogado peruano especializado en derecho ambiental. Durante el Gobierno de Ollanta Humala, se desempeñó como Ministro del Ambiente del Perú del 11 de diciembre de 2011 al 28 de julio de 2016.

## Carrera
Estudió en la Facultad de Derecho de la Pontificia Universidad Católica del Perú (1982-1986), graduándose de abogado. Cursó estudios de maestría de Derecho de la Empresa en la Universidad Peruana de Ciencias Aplicadas (UPC) (2001-2003).
Se ha especializado en Derecho del Ambiente, con especial énfasis en asuntos propios de la gestión y política ambiental, tanto en el desarrollo de marcos normativos, como su cumplimiento a nivel nacional, regional y local.
Ha tenido una amplia carrera profesional tanto en el sector público como en el privado. Fue miembro del Consejo Directivo del Organismo de Evaluación y Fiscalización Ambiental (OEFA); Presidente del Consejo Directivo del Seminario Permanente de Investigación Agraria (2003-2005); Director del Fondo Nacional para Áreas Naturales Protegidas por el Estado (PROFONANPE) (1994-1998); Director del Fondo de Promoción del Desarrollo Forestal (FONDEBOSQUE) y Director de la Fundación Equitas de Santiago.
Asimismo, fue miembro de la Sociedad Peruana de Derecho Ambiental (SPDA), de la cual fue director ejecutivo de 1994 a 2011. También fue miembro del consejo directivo de la Asociación Interamericana para la Defensa del Ambiente (AIDA), de 1997 a 2004. Se ha desempeñado también como profesor en la Pontificia Universidad Católica del Perú, en la Universidad de Ciencias Aplicadas y en la Universidad del Pacífico.

### Ministro del Ambiente del Perú
El 11 de diciembre de 2011, al recomponerse el primer gabinete del presidente Ollanta Humala, juró como ministro del Ambiente, en reemplazo del renunciante Ricardo Giesecke. La presidencia del gabinete la asumió el hasta entonces ministro del Interior, Oscar Valdés.
Asumió la presidencia interina del Convenio Marco de la Conferencia de Naciones Unidas 2014. El 12 de diciembre de 2015 es mencionado por Laurent Fabius en el discurso sobre el acuerdo sobre el cambio climático.
Permaneció al frente del Ministerio hasta el fin del gobierno de Humala. Su gestión se prolongó durante cuatro años y cuatro meses, la más extensa de un ministro en dicho gobierno, que fue muy prolífico en cambios ministeriales. En lo que va el siglo XXI solo ha sido superado en duración por el canciller José Antonio García Belaúnde del segundo gobierno de Alan García (2006-2011).
Ya finalizando su gestión, presentó los resultados y aportes de su sector en el periodo 2011-2016. Los informes se titulan La conservación de bosques en el Perú y La lucha por la legalidad en la actividad minera. Ha destacado además lo avanzado en materia de fiscalización ambiental, medidas correctivas y sistema de multas.